# 安惠元
安惠元（1952年—），河南鲁山人，汉族，中华人民共和国政治人物、第十一届全国人民代表大会河南地区代表。
毕业于中共河南省委党校法律专业，是中共党员。曾任宝丰县县长、中共襄城县委书记、平顶山市副市长、河南省盐业管理局(总公司)局长(总经理)、河南省发展计划委员会副主任、河南省交通厅厅长、省长助理、省政府秘书长、省政府办公厅主任。2008年起担任全国人大代表。2011年9月，任河南省省长助理。